# Список пресмыкающихся Польши
Список пресмыкающихся Польши
На территории Польши представлено 9 видов пресмыкающихся: один вид черепах, 4 вида ящериц и 4 вида змей.

## ОтрядЧерепахи(Testudines)
- Семейство Американские пресноводные черепахи (Emydidae)[2] (см. Пресноводные черепахи)
  - Род Болотные черепахи (Emys)[3]
    - Вид Болотная черепаха (Emys orbicularis); обычна на всей территории страны

  - Род Trachemys
    - Красноухая черепаха (Trachemys scripta (Schoepff, 1792)) — на западе Польши подтверждён факт инвазии вида с образованием самовоспроизводящейся популяции[4]

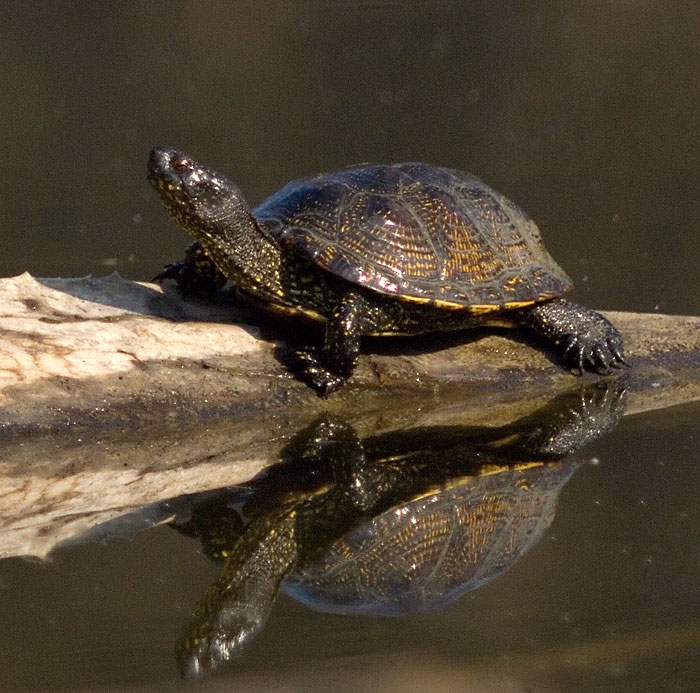
Болотная черепаха

## ОтрядЯщерицы(Sauria)
- Семейство Веретенициевые (Anguidae)
  - Род Веретеницы (Anguis)
    - Вид Веретеница ломкая или Медяница (Anguis fragilis);
- Семейство Настоящие ящерицы (Lacertidae)
  - Род Зелёные ящерицы (Lacerta)
    - Вид Прыткая ящерица (Lacerta agilis);
    - Вид Зелёная ящерица (Lacerta viridis);

  - Род Лесные ящерицы[3]
    - Вид Живородящая ящерица (Zootoca vivipara);

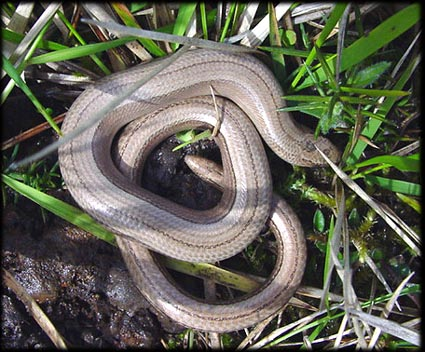
Веретеница ломкая
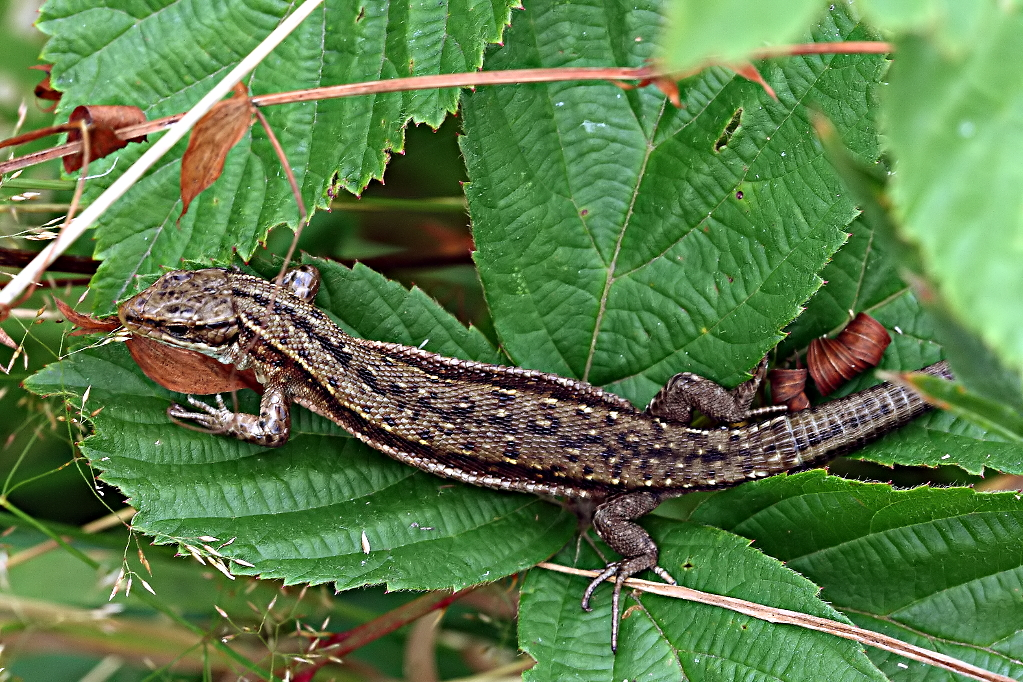
Прыткая ящерица
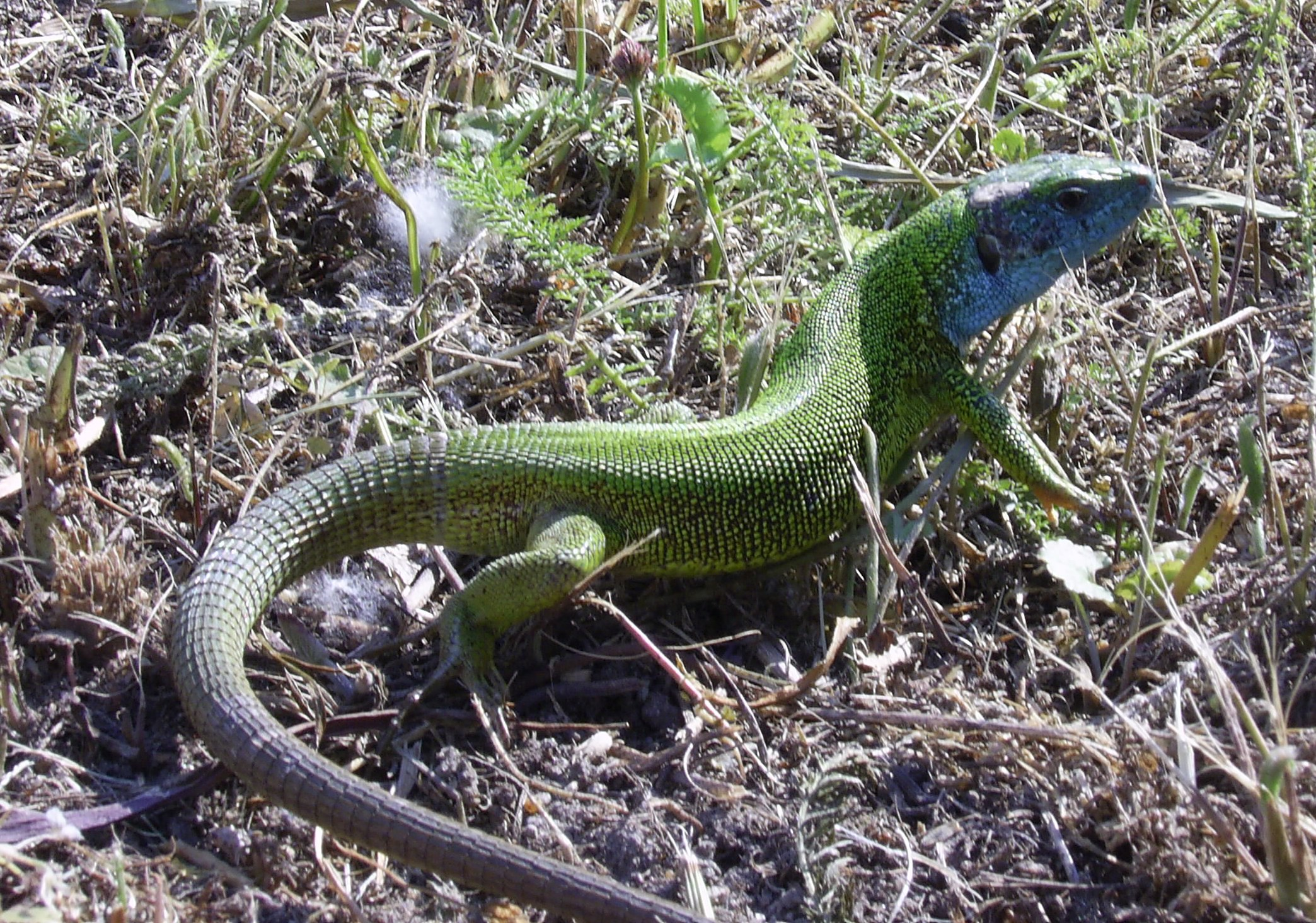
Зелёная ящерица
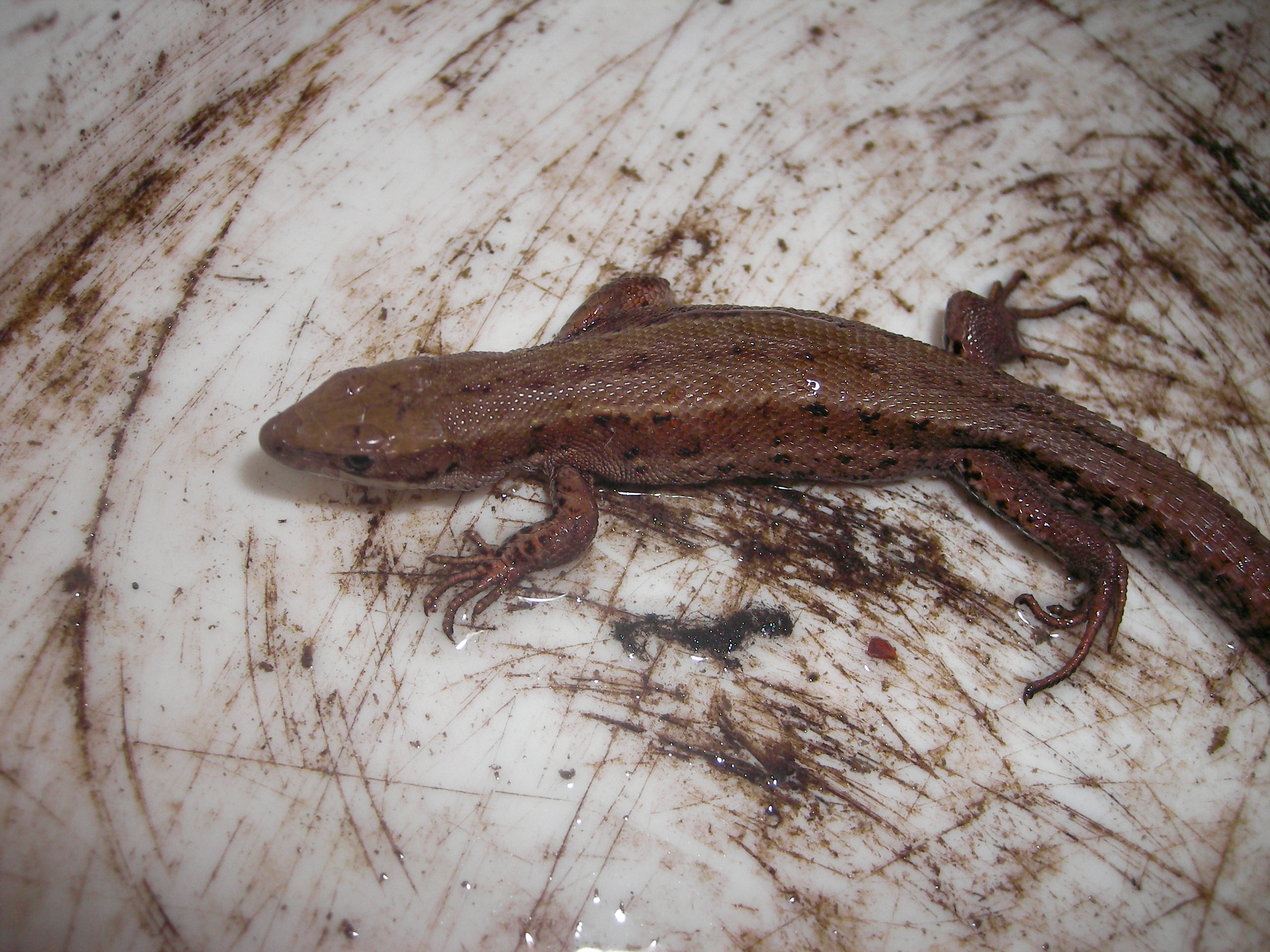
Ящерица живородящая

## ОтрядЗмеи(Serpentes)
- Семейство Ужеобразные (Colubridae)
  - Род Медянки (Coronella)
    - Вид Обыкновенная медянка (Coronella austriaca);

  - Род Лазающие полозы (Elaphe)
    - Вид Эскулапов полоз (Elaphe longissima);

  - Род Настоящие ужи (Natrix)
    - Вид Обыкновенный уж (Natrix natrix);
- Семейство Гадюковые змеи, или гадюки (Viperidae)
  - Род Гадюки, или настоящие гадюки (Vipera)
    - Вид Обыкновенная гадюка (Vipera berus);

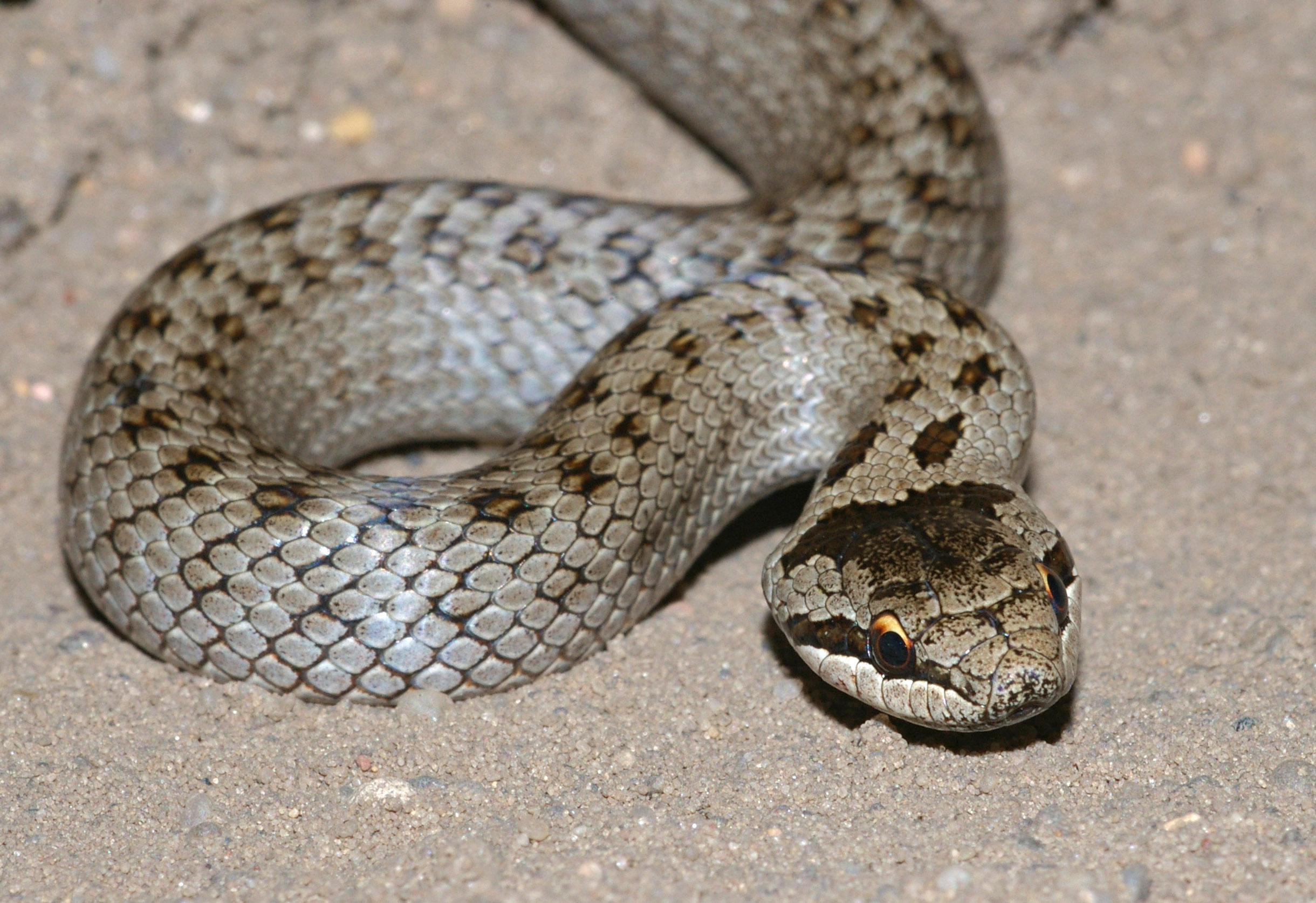
Обыкновенная медянка
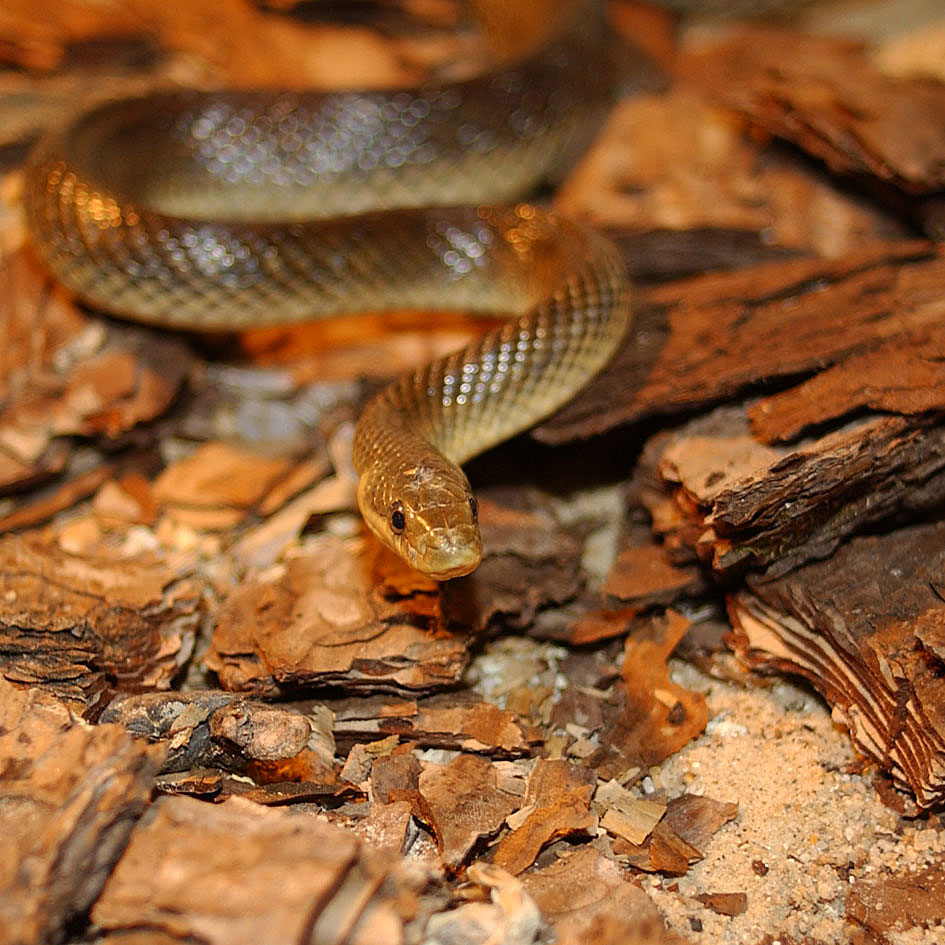
Эскулапов полоз
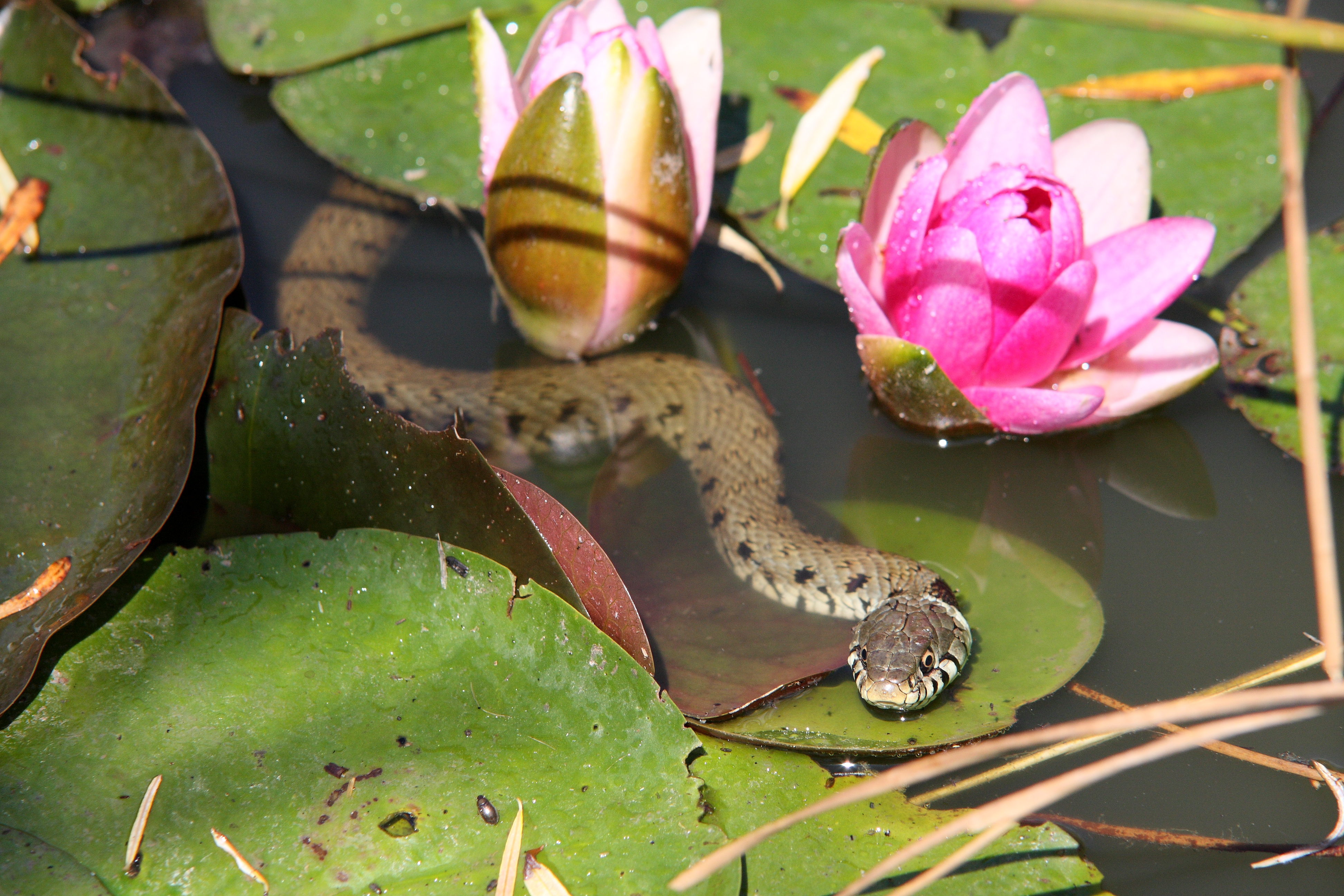
Обыкновенный уж
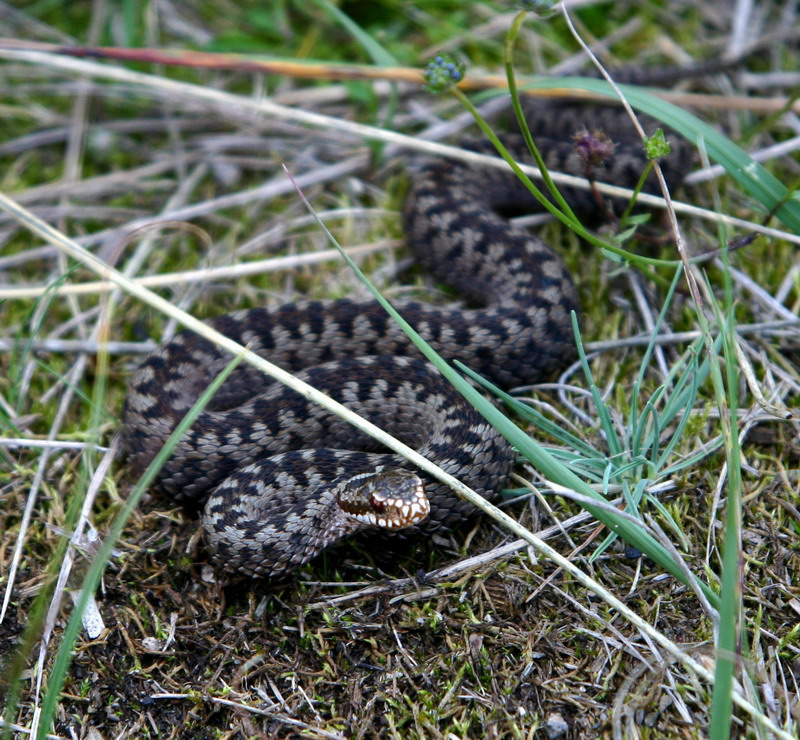
Обыкновенная гадюка